# Tanpopo (chanson)
Pour l’article homonyme, voir Tanpopo.
Singles de Tanpopo
Motto
(1999) Seinaru Kane ga Hibiku Yoru
(1999)
Singles par Morning Musume
Manatsu no Kōsen
(1999) Furusato
(1999)
 Tanpopo  (たんぽぽ) est le troisième single du groupe féminin de J-pop homonyme Tanpopo, sous-groupe de Morning Musume.
Il sort le 16 juin 1999 au Japon sous le label zetima, écrit et produit par Tsunku. Il atteint la 7e place du classement Oricon, et reste classé pendant 6 semaines, pour un total de 112 320 exemplaires vendus. 
La chanson-titre figurait déjà dans une version légèrement différente sur l'album Tanpopo 1 sorti deux mois et demi auparavant. La version du single figurera sur les compilations Petit Best ~Ki Ao Aka~ de 2000, All of Tanpopo de 2002 (de même que sa "face B" A Rainy Day), et Tanpopo / Petit Moni Mega Best de 2008.

## Membres
- Aya Ishiguro
- Kaori Iida
- Mari Yaguchi

## Liste des titres
1. Tanpopo (Single Version) (たんぽぽ...?)
2. A Rainy Day
3. Tanpopo (Instrumental) (たんぽぽ...?)